# Severomorsk
Severomorsk (russisk: Североморск, tr. Severomorsk) er en lukket by i Murmansk oblast, Nordvestlige føderale distrikt i Den Russiske Føderation med 43.394(2023) indbyggere.

## Geografi
Severomorsk ligger på Kolahalvøen ca. 25 km nordøst for Murmansk. De mindre byer Rosljakovo, Safonovo, Safonovo-1, Severomorsk-3 og Sjtsjukozero er administrativt en del af Severomorsk.

## Historie
Byen blev grundlagt i 1896  med navnet Vajenga. Den fik bystatus i 1951 og blev ved samme lejlighed omdøbt til dens nuværende navn: Severomorsk.
Byen var under Sovjetunionen hjemhavn for den Sovjetiske nordflåde, efter Sovjetunionens sammenbrud er byen hjemhavn for den Russiske nordflåde. På grund af Severomorsk militære betydning har kun indbyggere og personer involveret i den russiske nordflåde adgang til byen. Til servicering af Nordflåden har Severomorsk Kolahalvøens største tørdok. Ubåden Kursk sejlede ud fra Severomorsk.